# Gummiet

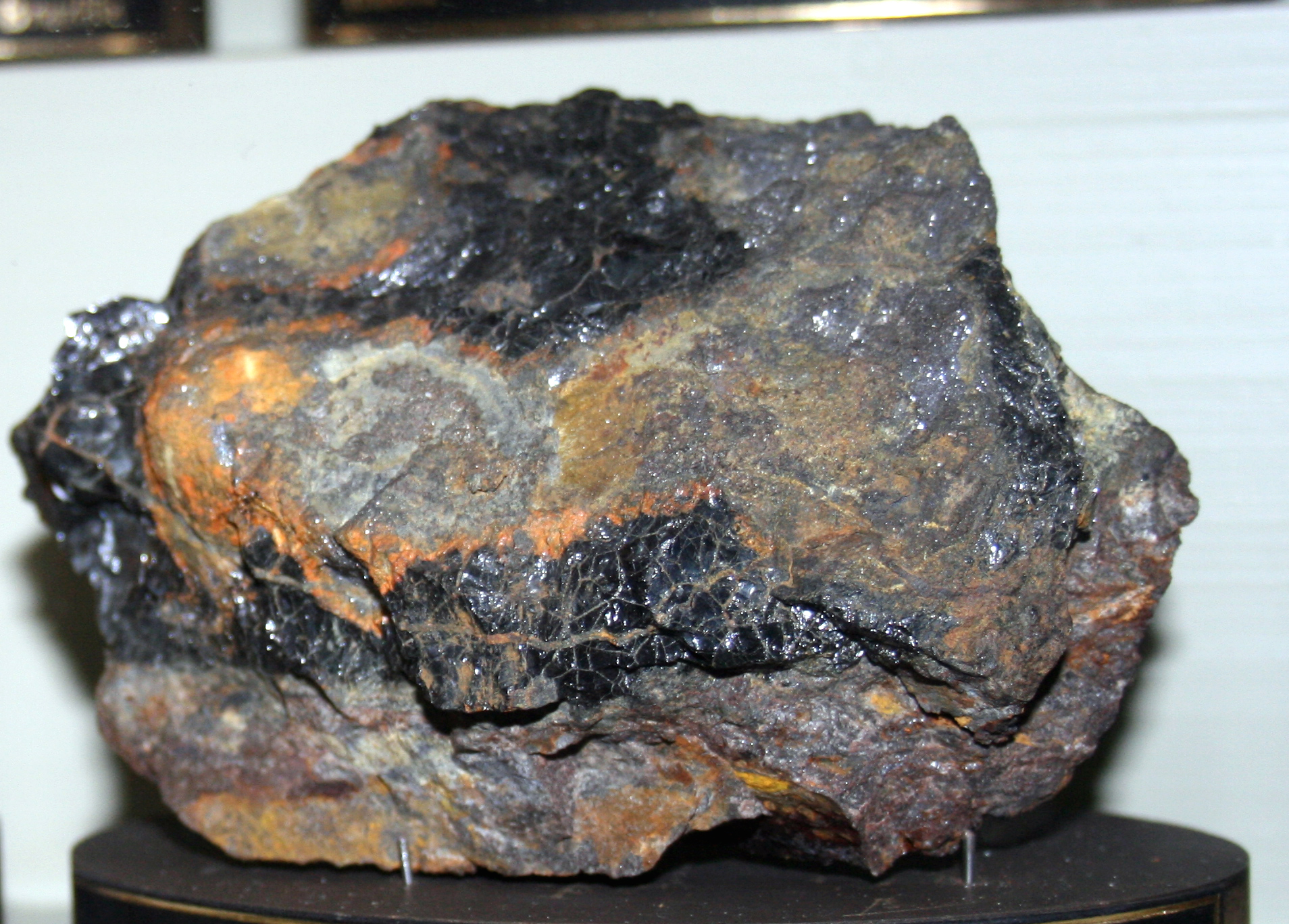
Gummiet

Gummiet is een geel amorf mengsel van mineralen, waaronder verschillende oxiden van uranium, lood en thorium, silicaten, hydraten en gehydrateerde oxiden van uranium. Het wordt gevormd door de verwering van uraniniet. De naam komt vanwege het uiterlijk van het Engelse woord gum voor gom. Gummiet is vanwege het aantal locaties, waar het is gevonden, ook onder veel andere namen bekend. Pas later kreeg men door het om dezelfde substantie ging. Een aantal synoniemen zijn:
- Eliasiet, genoemd naar Elias, een mijn bij Jáchymov in Tsjechië
- Coraciet, gevonden bij het Bovenmeer
- Pittiniet
- Pechuraan
- Urangummiet of Uranogummiet